# Margarethenlori
Der Margarethenlori (Charmosynoides margarethae; Syn. Charmosyna margarethae) ist eine kleine Papageienart aus der Gruppe der Loris, der auf den Salomonen (Ghizo, Kolombangara, Nggatokae, Santa Isabel, Guadalcanal, Malaita, Makira, Owaraha und Owariki) und auf Bougainville im westlichen Pazifik vorkommt.

## Merkmale
Der Margarethenlori erreicht eine Länge von 20 Zentimetern und ein Gewicht von 40 bis 60 Gramm. Er ist überwiegend rot gefärbt. Die Kopfoberseite ist schwarz. Der Hals wird von einem schmalen, schwarz eingefassten gelben Ring umgeben. Der Rücken, die Oberseiten der Flügel und der Steiß sind grün. Der Bürzel ist olivgrün. Der Schwanz ist rot, die Spitzen der Schwanzfedern und die Schwanzunterseite sind gelb. Der Schnabel und die Beine sind orange.

## Lebensraum und Lebensweise
Der Margarethenlori kommt in Wäldern, Sekundärwäldern und Kokosnussplantagen vom Meeresspiegel bis in die tieferen Gebirgslagen (ca. 1350 m) vor. Im Tiefland ist er seltener als in den Bergen. Er ernährt sich von Pollen, Nektar und Blüten sowie Beeren, insbesondere die von epiphytischen Schefflera-Arten. Schwankungen in der Bestandsdichte stehen wahrscheinlich in Zusammenhang mit dem Erblühen der Bäume. Die Rufe des Margarethenlori sind quietschend und im Vergleich zu anderen Loris tiefer und weniger schrill. Sie klingen wie ein quietschendes „kyeet“ oder ein schnelles „kyi-ki-ki“. Auch tiefere krächzende Töne kommen vor. Größere Schwärme geben ständig Rufe von sich und sind recht laut. Über die Fortpflanzungsbiologie der Art ist nur wenig bekannt. Balzende Männchen wurden im Januar beobachtet und die Einheimische berichten, dass die Loris im Juli brüten.

## Systematik
Der Margarethenlori wurde 1879 durch den englischen Ornithologen Henry Baker Tristram erstmals wissenschaftlich beschrieben und zu Ehren der preußischen Prinzessin Luise Margareta von Preußen benannt, die 1879 in die britische Königsfamilie eingeheiratet hat. Lange Zeit wurde er aufgrund der Ähnlichkeit in der Gefiederfärbung in der Gattung der Zierloris (Charmosyna) geführt. Molekulargenetische Untersuchungen zeigten jedoch, dass dies nicht der korrekten Verwandtschaft entsprach. 2020 führten der australische Ornithologe Leo Joseph und zwei Kollegen die Gattung Charmosynoides ein, mit dem Margarethenlori als einziger Art. Charmosynoides ist die Schwestergattung der Maidloris (Vini). Es werden keine Unterarten unterschieden.

## Gefährdung
Die IUCN schätzt den Bestand des Margarethenloris als ungefährdet ein. Wahrscheinlich gibt es mehr als 10.000 adulte Exemplare. Genaueres ist jedoch nicht bekannt.